# 双教堂镇 (杜罗河畔米兰达)
双教堂镇（葡萄牙語：Duas Igrejas）是葡萄牙布拉干萨区杜罗河畔米兰达的一个堂区。总面积49.26平方公里，总人口744人，人口密度15.1人/平方公里。